# اس‌ام یوبی-۸
اس‌ام یوبی-۸ (به انگلیسی: SM UB-8) یک زیردریایی بود که طول آن ۹۲ فوت ۲ اینچ (۲۸٫۰۹ متر) بود. این زیردریایی در سال ۱۹۱۵ ساخته شد.